# Tall Nasri
Tall Nasri (arab. تل نصري) – wieś w Syrii, w muhafazie Al-Hasaka. W 2004 roku liczyła 650 mieszkańców.